# Новосоветский (Алтайский край)
Новосоветский — посёлок в Егорьевском районе Алтайского края России. Входит в состав Новоегорьевского сельсовета.

## География
Находится в юго-западной части края, в лесной зоне, у реки Кормиха.
Климат
умеренный, континентальный. Средняя температура января составляет −12,5 °C, июля — +18,6 °C. Годовое количество осадков составляет 362 мм.

## История
Основан в 1886 году.
В 1928 г. состоял из 47 хозяйств. В составе Ново-Егорьевского сельсовета Рубцовского района Рубцовского округа Сибирского края.
В 1931 г. состоял из 32 хозяйств, в составе того же сельсовета Рубцовского района.

## Население
| 1926 | 1931 | 1997 | 1998 | 1999 | 2000 | 2001 | 2002 | 2003 |
| ---- | ---- | ---- | ---- | ---- | ---- | ---- | ---- | ---- |
| 207  | ↘112 | ↘47  | ↘45  | ↗49  | ↘44  | ↘40  | ↘38  | ↘34  |
| 2004 | 2005 | 2006 | 2007 | 2008 | 2009 | 2010 | 2011 | 2012 |
| ↘33  | ↘29  | ↘26  | ↘23  | ↘19  | ↗23  | ↗27  | ↗29  | →29  |
| 2013 |      |      |      |      |      |      |      |      |
| ↘24  |      |      |      |      |      |      |      |      |

Национальный состав
В 1928 году основное население — русские.
Согласно результатам переписи 2002 года, в национальной структуре населения русские составляли 90 % от 42 чел.

## Инфраструктура
Личное подсобное хозяйство. В 1928 г. состоял из 47 хозяйств, в 1931 г. - из 47. 

## Транспорт
Посёлок доступен автомобильным транспортом.
Проходит автодорога регионального значения «Змеиногорск — Рубцовск — Волчиха — Михайловское — Кулунда — Бурла — граница Новосибирской области» (идентификационный номер 01 ОП РЗ 01К-03).